# 山川雅之
山川 雅之（やまかわ まさゆき、1964年7月3日 - ）は、日本の医師、連続起業家。
再生医療関連事業を展開するバイオスタートアップ、セルソース株式会社（東証グロース4880）の共同創業者/取締役/筆頭株主である。

## 来歴
1964年 鳥取県米子市生まれ
1989年 鳥取大学医学部卒業後、同大学の第一内科（循環器）に入局。
「保険診療の限界と自由診療分野の将来性を考えた上で美容外科への転科を決意。」
大手美容クリニックの雇われ院長として赴任した福岡の地で1993年独立、当時、最年少の29歳で最初のクリニックを開業する。
1998年 拠点を東京六本木に移し、全国展開を開始。インターネット普及の波に乗り、事業を拡大。
2002年から3年連続高額納税者番付けの全国ベスト50、2004年には全国17位にランクイン。
同年39歳の時、これらのクリニックグループを事業売却。
のちに「2001年にUCLA大学で脂肪組織の中に幹細胞が多く含まれるという論文を知り、脂肪吸引で廃棄される組織を活用できないかと考え始めた。」と語っている。
2007年 新たに立ち上げた事業は、脂肪吸引と注入を専門とするTHE CLINIC。全国主要都市に拠点を広げる。
「美容クリニックの競合と戦うのではなく、供給側に回る。」という戦略のもと、脂肪組織を濃縮し、幹細胞の密度を高くした自らの脂肪で、シリコンなど人工物を使わずにバストを大きくする『コンデンスリッチ豊胸』という手技を確立。競合他社に対しても技術セミナーを通じて普及活動に貢献。
2012年には日本美容外科学会(JSAS）の会長を努める。
この頃より、「脂肪幹細胞の美容外科以外の他の診療科への活用を考え始めた。」といい、THE CLINIC内でコンデンスリッチファット（幹細胞濃縮脂肪組織）を用いた関節治療外来を始める。
2014年 再生医療等安全性確保法の成立を受け、細胞加工施設(CPC）を買収し、院内で細胞加工を開始するとともに、
他の医療機関から細胞加工を受託するビジネスを構想。
2015年 バイオスタートアップであるセルソース株式会社を裙本理人とともに創業し、クリニックから分離。同社は業界最短で特定細胞加工物製造許可を取得した。
2016年 新たに変形性膝関節症の細胞治療を専門に行うひざ関節症クリニック（現在14院で展開）を開設するとともにセルソースの取締役を退任。その後も筆頭株主として事業を支援。
2019年 セルソース株式会社が東証マザーズに創業わずか3年と11ヶ月で上場。
2021年 再生医療法に基づき、幹細胞治療を提供するAZACLI麻布クリニックを稲本健一ともに立ち上げ、医療連携によるエクソソーム研究用試薬提供を始める。また同年「自費研フェスティバル2021」に登壇。自由診療医療の経営ノウハウを講演。
2022年 セルソース株式会社取締役に復帰。セルソース第2の創業期としてエクソソーム事業の普及と推進を担う。
これら事業とは別に、複数事業（マーケティング、バックオフィス業務、顧客管理システム、不動産管理など）の持ち株会社であるシリアルインキュベート株式会社の代表取締役会長も務め、グループ事業群とのシナジーを図りながら、新規事業開発、事業投資活動を行なっている。

## 略歴
- 1989年 鳥取大学医学部卒業
- 1993年 福岡にて聖心美容外科（現聖心美容クリニック）開業
- 1998年 拠点を東京六本木に移し、全国主要都市に展開
- 2004年 同クリニックグループを事業売却
- 2007年 THE CLINICを創業（現退任）
- 2012年 日本美容外科学会会長
- 2015年 シリアルインキュベート株式会社、セルソース株式会社を創業。
- 2016年 ひざ関節症クリニックグループを創業（現退任）
- 2021年 AZACLI麻布クリニックメディカルプロデューサー
- 2022年 セルソース株式会社取締役に復帰

## 趣味
2007年よりトライアスロンに打ち込む。JTU日本トライアスロン連合所属。近年はオリンピックディスタンスエイジカテゴリーランキング上位の常連となっている。IRONMANシリーズ5大会完走。
＜参加実績＞
- 2019年：IRONMAN70.3 Japan Age Group 2位／IRONMAN70.3 World Championship Nice／太平洋トライアスロン in いわき Age Group 4位／ITU世界エイジグループ・トライアスロン選手権／九十九里トライアスロン リレーカテゴリー優勝／日本エイジグループトライアスロン選手権 Age Group 6位
- 2020年：水郷潮来トライアスロン Age Group 4位／九十九里トライアスロン Age Group 2位／IRONMAN70.3 Japan Age Group 2位
- 2021年：石垣島トライアスロン大会 Age Group 3位／ITU世界トライアスロンシリーズ横浜大会／IRONMAN70.3 Hawaii

## メディア
- Hikaru Channel（YouTube）[10]
- 堀江貴文のブログでは言えない話（インターネットメディア）[11]
- M&A BANK（YouTube）[12][13]